# Шведский институт кино
Шведский институт кино (швед. Svenska Filminstitutet) был основан в 1963 году для поддержки и развития шведской киноиндустрии. Институт размещается в здании «Filmhuset», расположенном в районе Эстермальм в Стокгольме. Здание было построено в 1970 году в стиле модерн по проекту архитектора Петера Сельсинга.
Шведский институт кинематографии поддерживает шведское кино и выделяет гранты на производство, распространение и общественный показ шведских фильмов как в Швеции, так и за рубежом. Кроме того, институт вручает ежегодную премию Золотой жук, а также публикует базу данных шведских фильмов. Помимо этого, институт содержит большой киноархив и два театра, которые регулярно устраивают показы классических фильмов.